# Shivers
Shivers es el segundo disco de estudio del DJ y productor holandés Armin van Buuren. Fue lanzado el 8 de agosto de 2005.
El primer sencillo lanzado fue "Shivers", con la colaboración de la cantante Susana. El mismo obtuvo la posición número 5 en el Top 40 Hits de Holanda pocos días luego de ser lanzado.
El disco fue completamente compuesto por van Buuren, con colaboraciones del famoso pianista Jan Vayne, las voces de Justine Suissa (que presto sus voces para el anterior hit de van Buuren, Burned with Desire), Gabriel & Dresden, Nadia Ali, Ray Wilson, Mic Burns, Martijn Hagens y Remy & Roland Klinkenberg.
El álbum alcanzó la posición número 27 en el Top Albums Chart de Holanda, tan solo una semana después de su lanzamiento.

## Listado de temas
| Edición estándar |                                                                          |                                           |                              |          |  |
| N.º              | Título                                                                   | Escritor(es)                              | Productor(es)                | Duración |  |
| 1.               | «Wall of Sound» (con Justine Suissa)                                     | Justine Suissa                            |                              | 6:25     |  |
| 2.               | «Empty State» (con Mic Burns)                                            | Markus Schulz, Mic Burns                  |                              | 7:30     |  |
| 3.               | «Shivers» (con Susana)                                                   | MooCraft - Adrian Broekhuyse & Raz Nitzan |                              | 7:33     |  |
| 4.               | «Golddigger» (con Martijn Hagens)                                        | Martijn Hagens                            |                              | 4:46     |  |
| 5.               | «Zócalo» (con Gabriel & Dresden)                                         | Josh Gabriel & Dave Dresden               | Josh Gabriel & Dave Dresden  | 8:40     |  |
| 6.               | «Gypsy» (con Ray Wilson)                                                 |                                           |                              | 5:26     |  |
| 7.               | «Who Is Watching» (con Nadia Ali)                                        | Ashkan Fardost, Nadia Ali                 |                              | 5:08     |  |
| 8.               | «Bounce Back» (con Remy & Roland Klinkenberg)                            | DJ Remy & Roland Klinkenberg              | DJ Remy & Roland Klinkenberg | 7:34     |  |
| 9.               | «Control Freak»                                                          |                                           |                              | 8:08     |  |
| 10.              | «Serenity» (con Jan Vayne (8:52) incluye la pista oculta "Hymne" (2:46)) | Jan Vayne                                 | Jan Vayne                    | 11:37    |  |

| Bonus tracks para iTunes |                                      |          |  |
| N.º                      | Título                               | Duración |  |
| 11.                      | «Simple things» (con Justine Suissa) | 7:11     |  |